# 施瓦岑贝格宫 (布拉格)

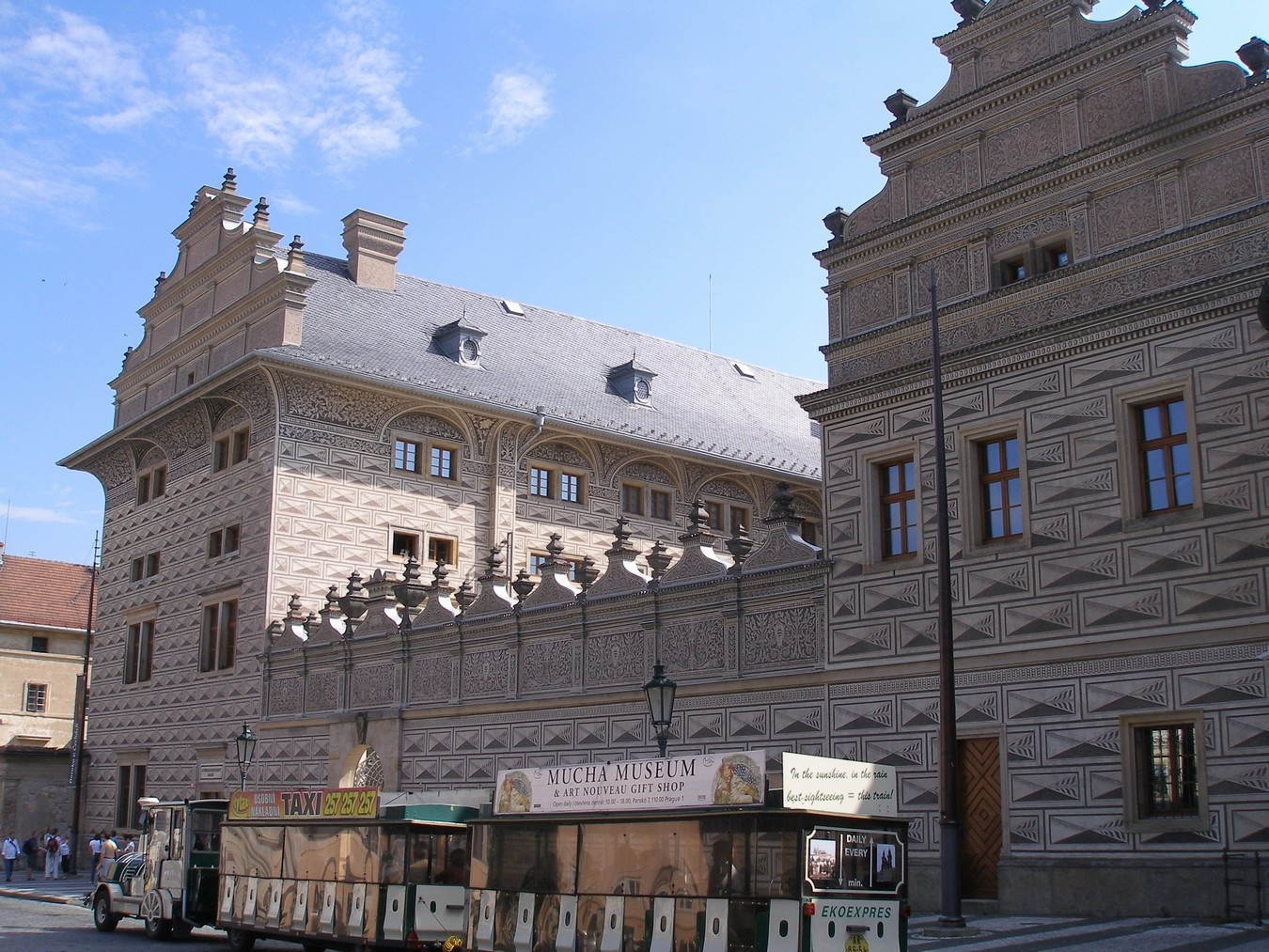
施瓦岑贝格宫

施瓦岑贝格宫（Schwarzenberský palác）是一座文艺复兴宫殿，位于布拉格城堡广场南侧。 

## 历史
施瓦岑贝格宫建于1541年布拉格城堡大火之后的1545年-1567年，最初属于Lobkowicz家族，1719年归属施瓦岑贝格家族。这是布拉格最早的意大利文艺复兴风格建筑之一。墙壁上的黑色装饰，产生天然石砌筑的立体效果。 
1948年2月共产党政变后，施瓦岑贝格宫改为军事史博物馆。2002年，施瓦岑贝格宫成为布拉格国立美术馆的产业，2008年起开始用作美术馆。